# Silova
Silova este o localitate din comuna Velenje, Slovenia, cu o populație de 172 de locuitori.